# Péni
Péni ist sowohl eine Gemeinde (französisch commune rurale) als auch ein dasselbe Gebiet umfassendes Departement im westafrikanischen Staat Burkina Faso, in der Region Hauts-Bassins und der Provinz Houet. Die Gemeinde hat 34.057 Einwohner.